# Service Provisioning Markup Language
Die Service Provisioning Markup Language (SPML) ist ein XML-basiertes Framework, entwickelt von OASIS, für den Austausch von Benutzer-, Ressourcen- und Service-Provisioning-Informationen zwischen kooperierenden Organisationen. Service Provisioning beschreibt generell die Vorbereitung von bestimmten (IT)-Aktivitäten.

## SPML-Standardisierung
Die Service Provisioning Markup Language ist ein offener Standard für die Integration und Übermittlung von Service-Provisioning-Anfragen. SPML Version 1.0 wurde im Oktober 2003 von OASIS als Standard freigegeben. Im April 2006 folgte die Version 2.0.

## Service Provisioning
Service Provisioning beschreibt generell die Vorbereitung von bestimmten (IT)-Aktivitäten. Es geht über die ursprüngliche Zielsetzung der Ressourcenbereitstellung hinaus und bezieht sich auf die Verwaltung des gesamten Lebenszyklus dieser Ressourcen. Dies schließt das Provisioning digitaler Dienste wie Benutzerkonten und Zugriffsprivilegien auf bestimmten Systemen, Netzwerken und Applikationen genauso mit ein wie das Provisioning nicht-digitaler oder „physischer“ Ressourcen wie Handys oder Kreditkarten.
„Unter Provisioning versteht man die Automatisierung aller erforderlichen Schritte für die Verwaltung (Installation, Änderung und Rücknahme) von Benutzer- oder System-Zugriffsberechtigungen bzw. Daten bezüglich elektronisch bereitgestellter Dienste.“

## Ziel
Das Ziel von SPML ist, Organisationen die sichere und schnelle Erstellung von Benutzerschnittstellen für Webservices und Applikationen zu ermöglichen, ohne sich an proprietäre Lösungen binden zu müssen. Dies wird dadurch erreicht, dass SPML-Enterprise-Plattformen wie Web-Portalen, Applikations-Servern und Service-Centern ermöglicht wird, interne und unternehmensübergreifende Provisioninganfragen zu generieren.

### Beispiel 1
Ein Zulieferer (Unternehmen A) nutzt das Portal eines Geschäftspartners (Unternehmen B), um eine Anfrage bezüglich des Lagerbestands zu stellen, welcher in einem Back-Office-System hinterlegt ist. In seiner Antwort auf die Anfrage initiiert Unternehmen B eine SPML-Anfrage an die SPML-fähige Identity-Management-Software des Unternehmens A. Nachdem automatisch die erforderlichen Berechtigungen ermittelt wurden, gewährt Unternehmen B Unternehmen A den entsprechenden Access Level, um Zugriff auf die Daten zu gestatten, die Unternehmen A benötigt. Dieser Prozess findet statt, ohne dass die Portalumgebung tiefgreifende Kenntnisse über die Back-Office-Umgebung haben müsste. Anders formuliert: Es läuft alles automatisch ab.

### Beispiel 2
Die Personalabteilung eines Anbieters fügt einen neuen Angestellten zu seinem Personalsystem hinzu. Das Personalsystem erzeugt dabei ein SPML-Dokument. Dieses wird an das Provisioning-System weitergereicht und löst die Erstellung der entsprechenden internen Benutzerkonten für den neuen Angestellten aus. Das interne Provisioning-System leitet das Dokument weiter an das Provisioning-System eines Kunden, um dort die Erzeugung entsprechender Benutzerkonten zu veranlassen.

## Implementierungen
- OpenSPML (SPML Version 1.0) (Seite nicht mehr abrufbar, festgestellt im August 2018. Suche in Webarchiven)
- OpenSPML auf GitHub